# Islas Árticas Rusas

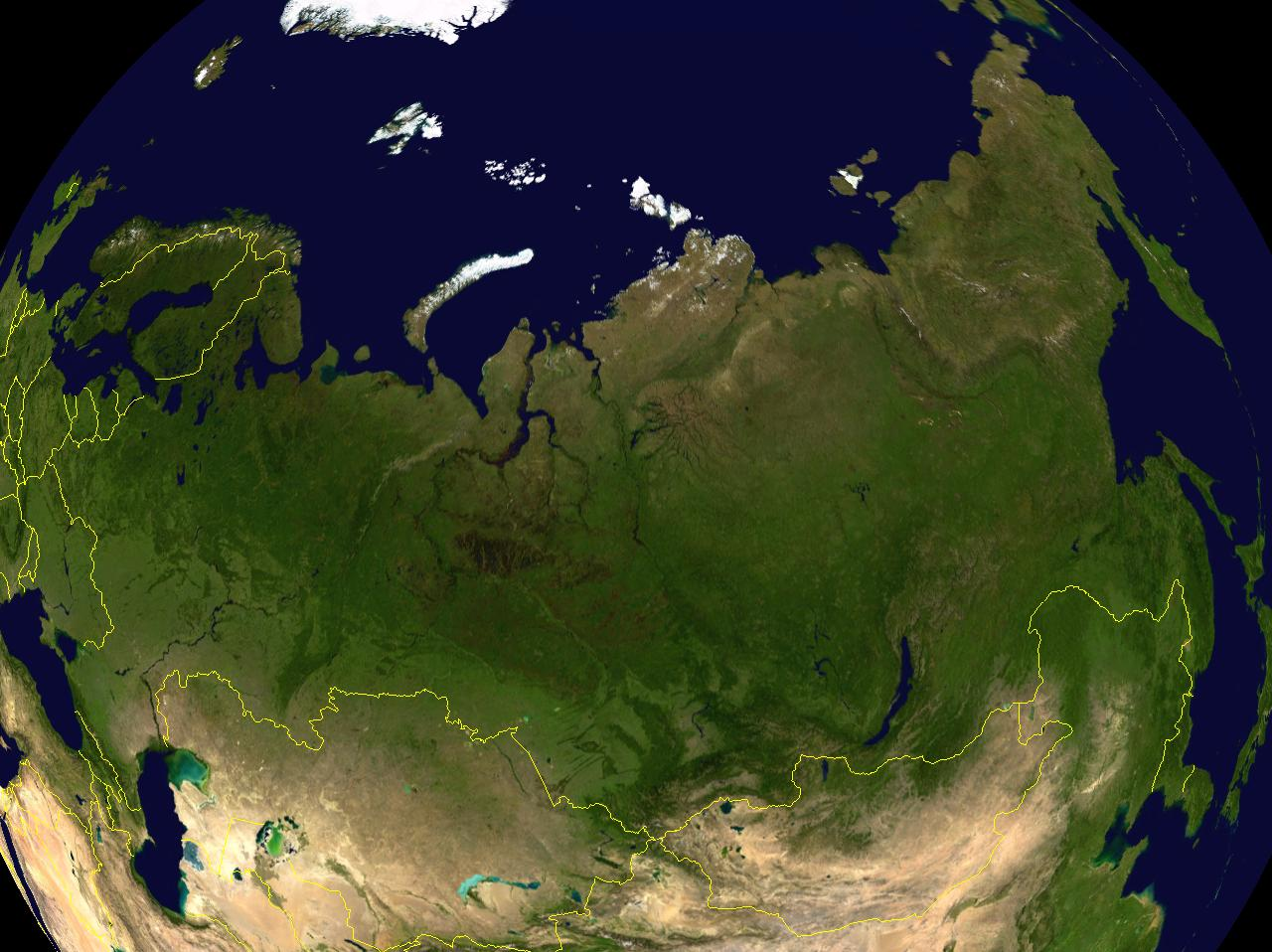
Imagen satélite del litoral ruso.

Las islas árticas rusas (en ruso: острова российской Арктики) es el nombre que reciben las numerosas islas repartidas por todo el océano Ártico que pertenecen a Rusia.

## Geografía
Las islas están situadas dentro del círculo polar ártico y se extienden por todos los mares marginales del océano Ártico; es decir, el Mar de Barents, el Mar de Kara, el Mar de Láptev, el Mar de Siberia Oriental, el Mar de Chukchi y el Mar de Bering. El área se extiende unos 7000 kilómetros desde la región de Karelia en el oeste hasta la península de Chukchi en el este.
La isla más grande es la isla Severny, que con una superficie de unos 48.904 km² es la segunda isla más grande de Rusia después de la isla de Sajalín y la cuarta isla más grande de Europa.

## Islas
El área incluye, del oeste al este:
- Isla Victoria (Остров Виктория; Ostrov Viktoriya)
- Tierra de Francisco José (Земля Франца Иосифа; Zemlja Franca-Iosifa)
  - Tierra de Jorge (Земля Георга, Zemlya Georga)
  - Tierra de Wilczek (Земля Вильчека; Zemlya Vil'cheka)
  - Isla Graham Bell, (Остров Греэм-Белл, Ostrov Graham Bell)
  - Tierra de Alexandra (Земля Александры, Zemlya Aleksandry)
  - Isla Hall (Остров Галля, Ostrov Gallya)
  - Isla Salisbury (Остров Солсбери; Ostrov Solsberi)
- Isla Kolgúyev (о́стров Колгу́ев, Ostrov Kolguev)
- Nueva Zembla (Новая Земля, Nowaja Semlja)
  - Isla Séverny (о́стров Се́верный, Sewerny ostrov)
  - Isla Yuzhny (Южный остров, Juschny ostrov)
  - Isla Vaigach (Вайга́ч, Vaygach)
- Isla de Bely, (Остров Белый, Ostrov Beliy)
- Isla Shokalsky, (Остров Шокальского, Ostrov Shokalsky)
- Isla Vilkitski, (Остров Вильки́цкого, Ostrov Vil'kitskogo)
- Isla Oleny, (Остров Олений, Ostrov Oleniy)
- Islas Zapovednik (Острова Заповедник)
  - Isla Dikson - Isla Sibiriakov (Диксон-Сибиряковский острова)
  - Islas del Mar de Kara (Острова Карского моря)
    - Isla Sverdrup, (Остров Свердруп, Ostrov Sverdup)
    - Islas del Instituto Ártico, (Острова Арктического института, Ostrova Arkticheskiy Institut)
    - Islas Izvesti TSIK, (Острова Известий ЦИК, Ostrova Izvetsij TSIK)
    - Isla de la Soledad, (Остров Уединения, Ostrov Uedineniya)
    - Islas Kirov, (Острова Сергея Кирова, Ostrova Sergei Kirova)
    - Isla Voronina, (Острова Воронина, Ostrova Voronina)
    - Isla de Taimir, (Остров Таймыр, Ostrova Taymyr)
    - Isla Kolchak, (Остров Колчака, Ostrov Kolchaka)
    - Minina Skerries, (Шхеры Минина, Shery Minina)

  - Archipiélago de Nordenskiöld
    - Islas Litke (острова Литке; Ostrova Litke)
    - Islas Tsivolko (острова Циволько; Ostrova Tsivolko)
    - Islas Pajtusov (острова Пахтусова; Ostrova Pakhtusova)
    - Islas Orientales (Восточные острова; Ostrova Vostyochnyye)
    - Islas Vilkitsky (острова Вилькицкого, Ostrova Vilkysky)
    - Islas Lafetenyye y Prolifnyye (Ostrova Lafetnyye Prolivnyye)
- Isla Vize (Остров Визе, Ostrov Vize)
- Isla Ushakov (Остров Ушакова, Ostrov Ushakova)
- Tierra del Norte (Северная Земля, Severnaja Zemlja)
  - Isla Revolución de Octubre (Остров Октябрьской Революции, Ostrov Oktyabrskoy Revolyutsii)
  - Isla Bolchevique (о́стров Большеви́к, Ostrov Bolshevik)
  - Isla Komsomolets (остров Комсомолец, Ostrov Komsomolets)
  - Isla Pioneer (о́стров Пионе́р, Ostrov Pioner)
- Isla Bolshói Bégichev, (Большой Бегичев, Bolshoy Begishev)
- Islas de Nueva Siberia (Новосиби́рские острова, Novosibirskiye Ostrova)
  - Islas Anzhu (Острова Анжу, Ostrova Anzjoe)
  - Islas De Long (Острова Де-Лонга, Ostrova De-Longa)
  - Islas de Liajov (Ляховские острова, Ostrova Lyakhovskiye)
- Islas Medvezhi (Медвежьи острова, Medvyezhi ostrova)
- Isla Ayon (Айон, Ayon)
- Isla de Wrangel (о́стров Вра́нгеля, Ostrov Vrangelya)
- Diómedes Mayor (остров Ратманова, Ostrov Ratmanova)